# گوشت دنده بی‌استخوان

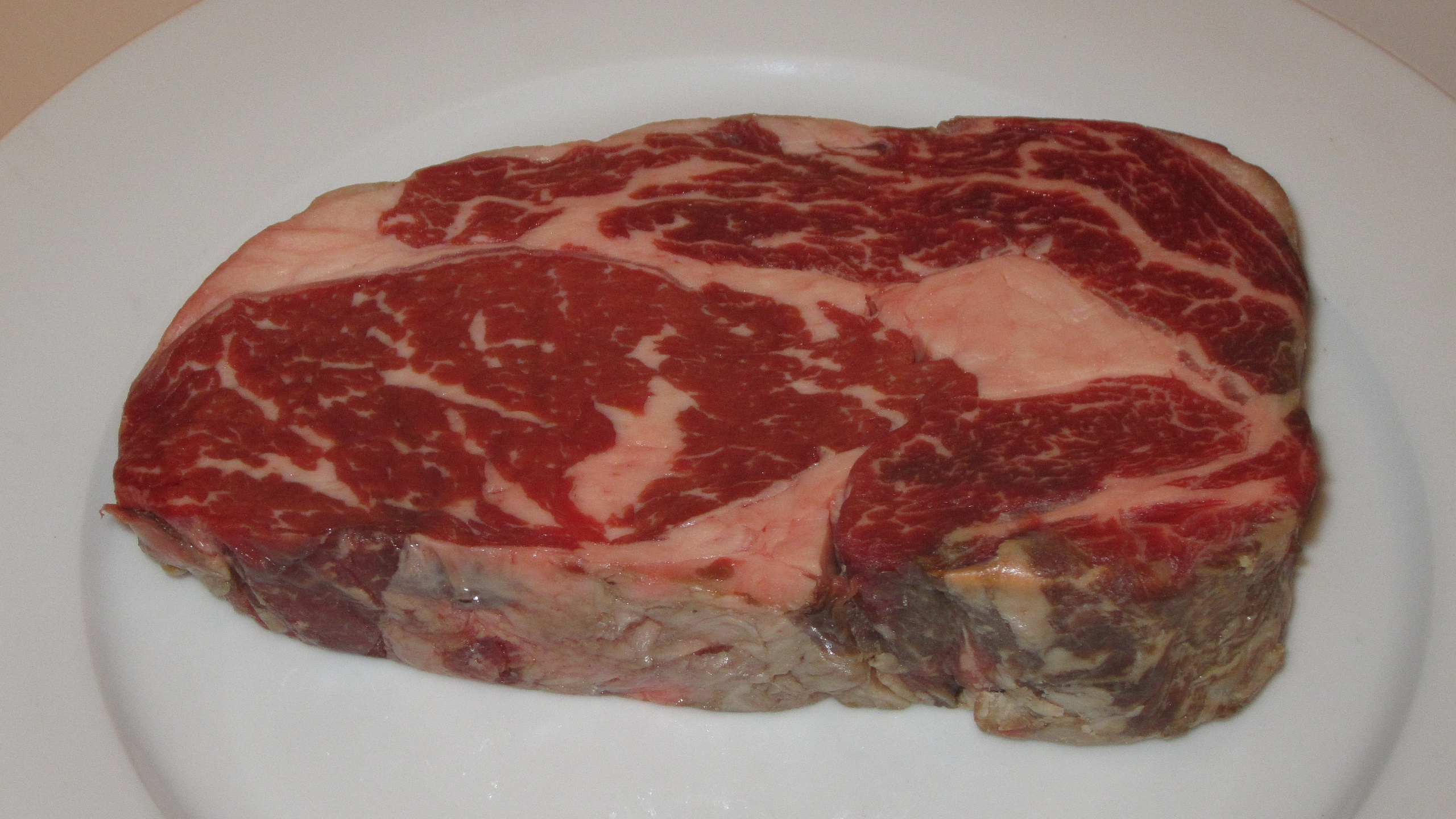
گوشت دنده بدون استخوان یا انترکوت سنتی، بخش مرغوب گوشت بریده شده از دنده

گوشت دنده بدون استخوان (به فرانسوی، entrecôte) (تلفظ فرانسوی: [ɑ̃.tʁə.kot]) بخش مرغوب و بدون استخوان گوشت دنده است که برای استیک و کباب کردن به کار می رود.

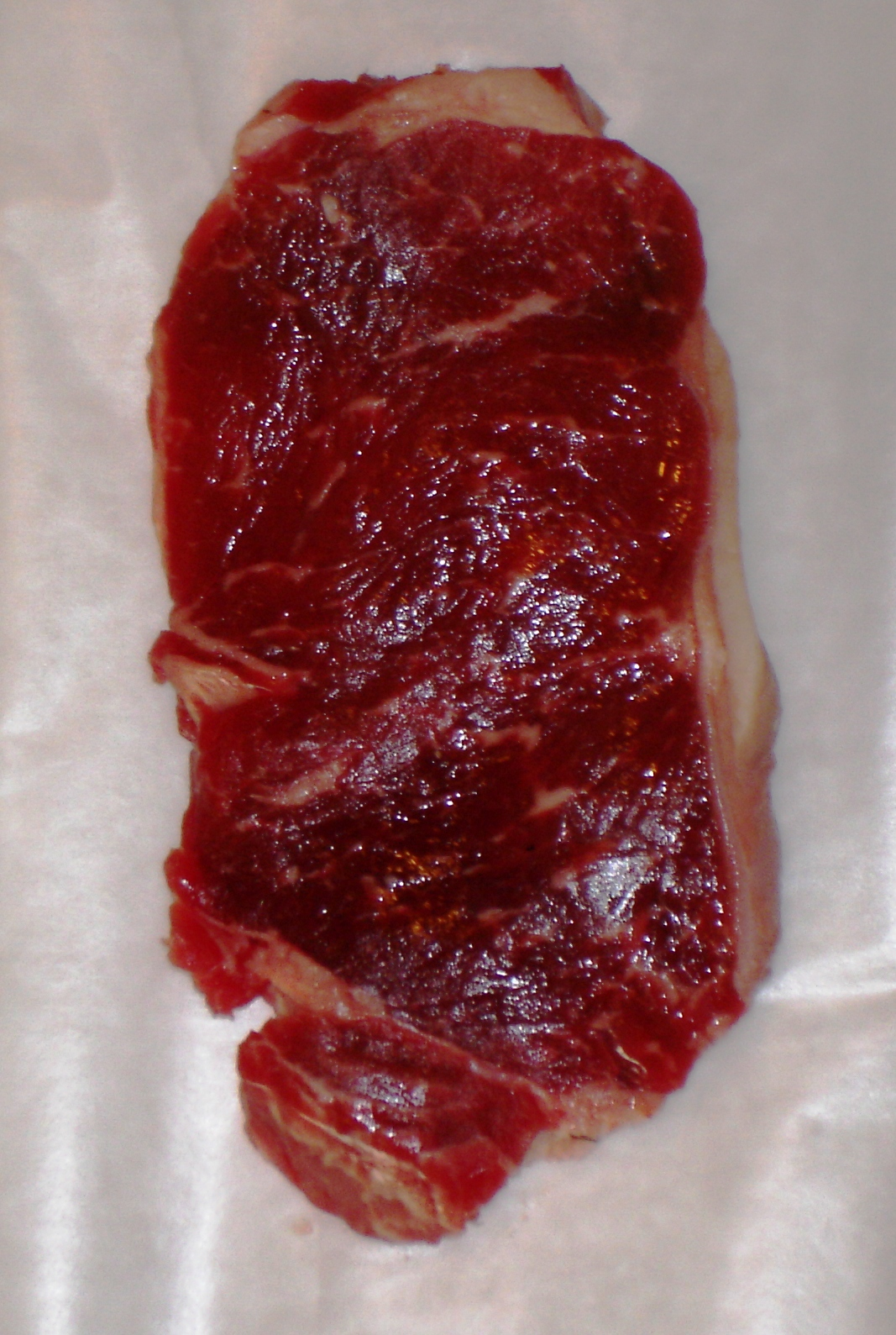
فیله کنتره ، بریده شده از روی فیله

انترکوت سنتی یک برش بدون استخوان از ناحیه دنده  است. در مناطق گوناگون انگلیسی‌زبان، نامهایی همچون فیله اسکاتلندی، کلاب یا دلمونیکو برای این نوع گوشت به کار می‌رود.
گروه عضلانی مورد نظر، longissimus dorsi است که از پشت حیوان در مجاورت مهره ها و بالای قفسه سینه می گذرد. بخشی از گوشت که از قفسه سینه عبور کرد و وارد ناحیه مجاور مهره های کمر حیوان شد، دیگر "انترکوت" نامیده نمی‌شود.

## نگارخانه

محل گوشت دنده (انترکوت)
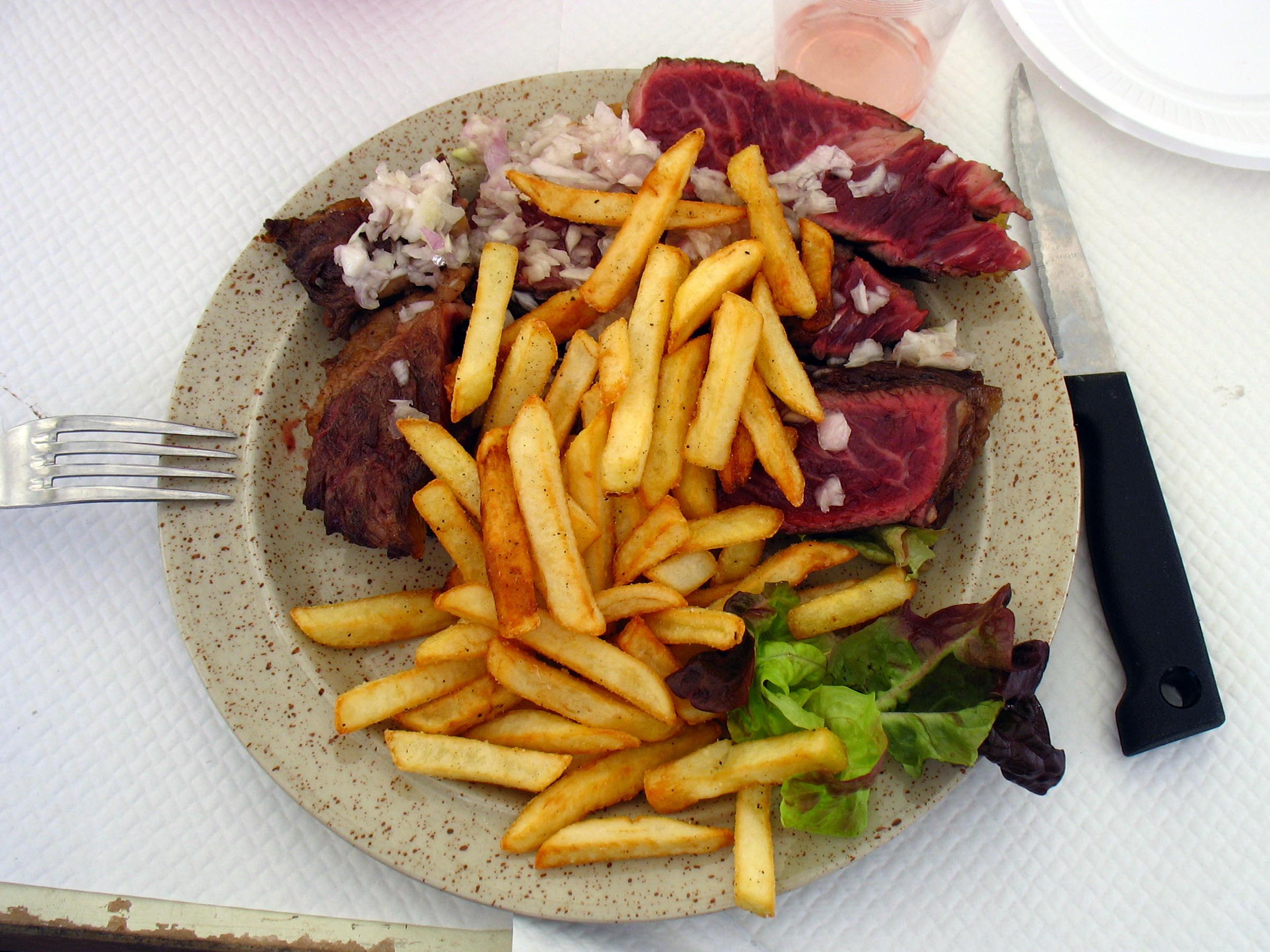
انترکوت کباب شده با سیب‌زمینی سرخ شده